# Muhammad Fareed Didi
Muhammad Fareed Didi (in maldiviano މުޙައްމަދު ފަރީދު ދީދީ Al'amīru Muḥanmadu Farīdu Dīdī; Male, 1901 – Male, 27 maggio 1969) è stato un sultano maldiviano.
Figlio di Abdul Majeed Didi, è stato l'ultimo sultano delle Maldive, in carica dal marzo 1954 al novembre 1968. Fu deposto dal trono nel 1968, quando il Paese tornò ad essere una repubblica; morì l'anno seguente.